# Kobernaußerwaldwarte

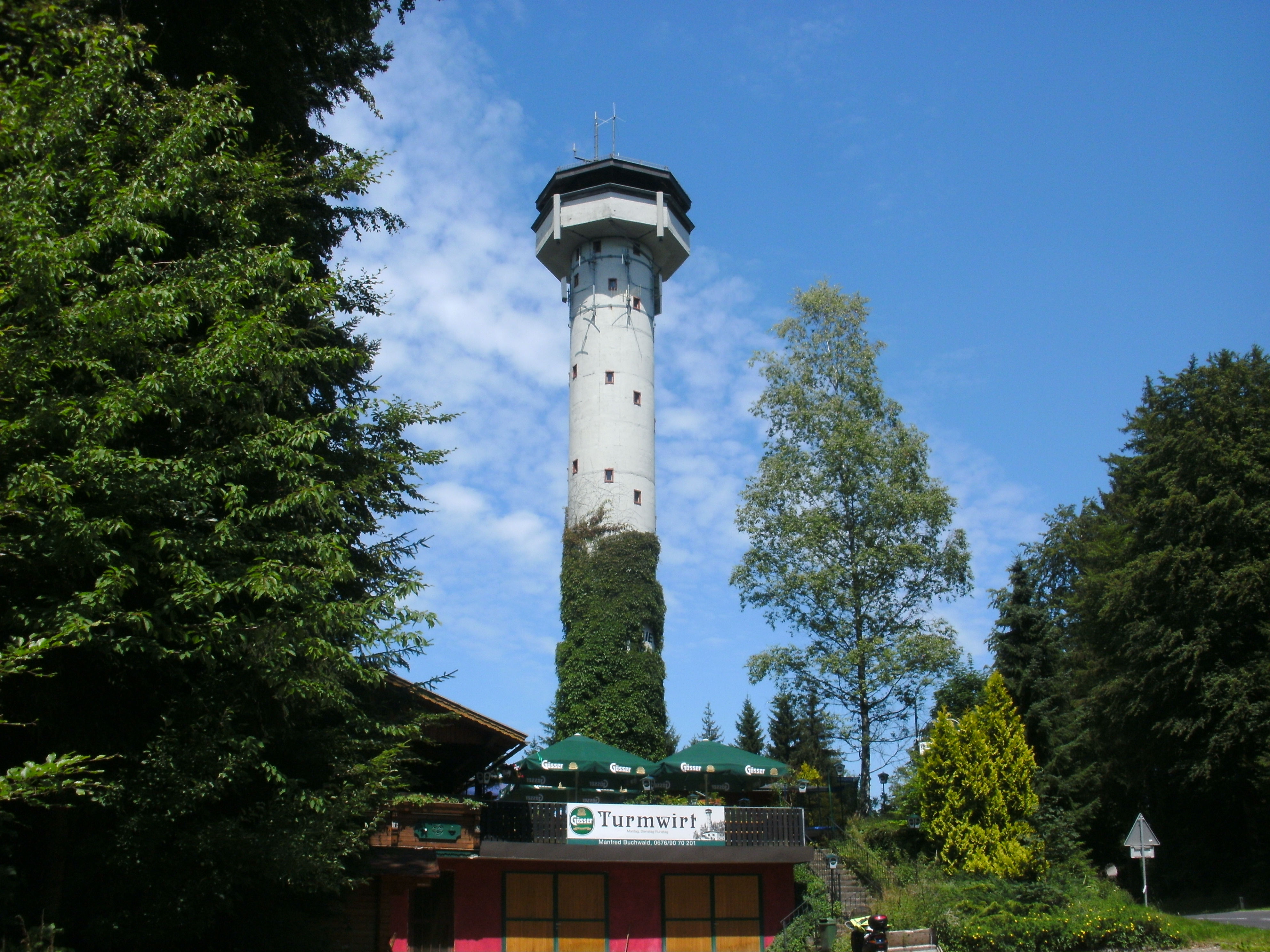
Die Kobernaußerwaldwarte

Die Kobernaußerwaldwarte ist eine Warte in Oberösterreich. Sie liegt am Gipfel des Steiglbergs (767 m ü. A.), dem höchsten Punkt des Kobernaußerwaldes in der Gemeinde Lohnsburg am Kobernaußerwald.

## Geschichte
1929 errichtete das Landesvermessungsamt unter der Leitung eines Ingenieurs mit etlichen Zimmerleuten auf dem Steiglberg einen 26 m hohen hölzernen Turm, der Vermessungszwecken diente, aber auch als Aussichtsturm viel besucht wurde. Bereits 1934 wurde er wegen Baufälligkeit wieder abgetragen.
1969 beschloss der Fremdenverkehrsverband Lohnsburg, einen neuen Aussichtsturm zu bauen. Dieser wurde in Betonbauweise errichtet und im Sommer 1969 nach dreimonatiger Bauzeit eröffnet.

## Beschreibung
Die Aussichtsplattform in 30 Meter Höhe wird nach einem Münzeinwurf über 125 Stufen erschlossen. Im Treppenaufgang befindet sich eine regelmäßig neu gestaltete Galerie im Turm. Die Aussicht umfasst die oberösterreichischen Alpen, das Salzkammergut und reicht nach Norden bis zum Böhmerwald.